# 西澤進
西澤 進（にしざわ すすむ、1932年1月1日 - 2002年12月29日 ）は、日本の経営者。兵庫県出身。

## 来歴・人物
1954年に大阪大学工学部応用化学科を卒業し、同年に積水化学工業に入社。1979年7月に取締役に就任し、常務、専務を経て、1993年7月に副社長に就任し、1994年1月から1999年までに社長を務めた。
2002年12月29日肺癌のために死去。70歳没。